# 沙皇之狼
沙皇之狼（俄语：Царские волки）是一個支持俄羅斯的民兵及僱傭兵準軍事組織，因其由前俄罗斯航天国家集团总裁德米特里·罗戈津所領導而聞名。

## 歷史
該組織聲稱以各支俄羅斯民兵團體所組成，彼此之間沒有隸屬關係，部分人士過去曾參與了南斯拉夫內戰和德涅斯特河沿岸战争。顿巴斯战争期間，沙皇之狼成立，投入顿涅茨克州與盧甘斯克州的戰事。該部隊被描述為“經驗豐富的軍事顧問及專家”，並提供頓涅茨克人民共和國和卢甘斯克人民共和国“軍事技術支持”，訓練第1頓涅茨克集團軍操作智能迫击炮瞄準具。該組織目標恢復俄罗斯帝国的榮光。

### 俄烏戰爭
2022年11月11日，在2022年俄羅斯入侵烏克蘭期間，德米特里·罗戈津宣布成為該組織的新領導人，並將向俄罗斯联邦武装力量提供技術援助。戰爭期間，該組織使用了一批無人機和其他新的先進科技，且對俄羅斯新的軍事技術進行實地測試。羅戈津稱“有什麼比在真正的戰爭中測試武器更好的條件”。12月21日，據塔斯社報導，羅戈津在頓涅茨克前線服役三個月期間被法製凱撒自走砲炮擊炸傷。有报道称罗戈津的阴茎遭弹片击中并可能需要切除。
2023年1月27日，沙皇之狼在頓巴斯戰場上測試「Marker」無人地面載具，俄羅斯軍方希望這類小型無人機能夠充當偵察定位和監視烏克蘭陣地和動向的角色，甚至配備爆炸性有效載荷來摧毀西方提供的坦克。5月11日，有鑑於戰爭損失日益增加，羅戈津呼籲全面動員俄羅斯人力和物資，對烏克蘭發動总体战。
在2023年烏克蘭反攻期間，俄罗斯新闻社報導該部隊所屬的BARS-3營曾在奥里希夫方面參加戰鬥。